# Уралска улулица
Уралската улулица  (Strix uralensis) е птица от семейство Совови (Strigidae).
Среща се и в България. Ареалът и на местообитание е на територията на резерват „Боатин“, където се срещат изключително малко двойки, тъй като видът е моногамен.